# Свет праведных
«Свет праведных» («La Lumière des justes») — Пенталогия — серия из пяти исторических романов французского писателя русского происхождения Анри Труайя, рассказывающий о знаменитом Восстании декабристов 14 декабря 1825 года и о времени, ему предшествующим и за ним воспоследовавшим. Написана в период с 1959 по 1963 годы. Является масштабным повествованием об эпохе Николая I.
В серию входят романы «Братство красных маков» («Les Compagnons du Coquelicot») (1959), «Барыня» («La Barynia» (1960), «Слава побеждённым» («La Gloire des vaincus») (1961), «Сибирские женщины» («Les Dames de Sibérie») (1962), «Софья, или Конец борьбы» («Sophie ou la Fin des combats») (1963?)).
На её основе по французского телевидения в 1979 году был снят 14-серийный одноимённый сериал (La Lumière des justes).
На русском языке (переводчики Сутоцкая Е., Жукова В., Василькова Н.) впервые издана в двух томах в 2007—2008 годах издательством «Эксмо».

На подлинных документах эпохи строятся романы цикла «Свет праведных». Автор с глубокой симпатией создает образы героев освободительного движения России прошлого столетия.

## Сюжет
Действие романа начинается в 1814 году со входа русских войск, победивших Наполеона в Париж. В числе многочисленного офицерского корпуса присутствует и главный герой повествования Николай Озарев, молодой офицер, восхищённый Европой и бытовавшими в ней порядками.
Прибыв в Париж, он как и большинство сослуживцев снимает жильё в доме местного аристократа, где знакомится с его дочерью Софи, которая поначалу совершенно ему безразлична, а иногда и просто раздражает его. Однако узнав её поближе он замечает что она не только весьма красива, но к тому же ещё и отличается довольно большой разумностью и умом.
Между ними возникает сначала просто симпатия, а затем и любовь. Родители Софи пусть и не сразу но дают согласие на брак и счастливые молодежены отправляются в Санкт-Петербург для знакомства невесты с её новой семьёй и домом. Отец Озарева поначалу встречает невестку в штыки, но затем начинает ухаживать за ней чему она всячески противится.
Приехав в Россию Софи довольно быстро осваивается в чужой стране и всей душой привязывается к ней. Она живо интересуется судьбой русских крестьян в жизни которых благодаря своей живой и деятельной натуре ей многое удаётся изменить к лучшему. Особое внимание уделяет она крепостному Никите в котором справедливо видит охоту к обучению грамоте и другим наукам.
Зимой в семье случается страшное несчастье: умирает ребёнок Софи и Николая едва успев появиться на свет. Впав после случившегося в тяжёлую депрессию он от безысходности примыкает к декабристам и становится деятельным участником этого движения. Близко 14 декабря 1825 года…..
План восстания готов, однако в конечном счёте оно терпит поражение: не является на Сенатскую Площадь князь Волконский. Каховский убивает пытавшегося вмешаться Милорадовича, и наконец император отдаёт войскам приказ стрелять в мятежников.
Озареву удаётся бежать воспользовавшись помощью сочувствующих крестьян, однако жандармы находят мятежника и представляют его на суд Николаю I Как и некоторые из заговорщиков он приговаривается к каторжным работам в Сибири…..
После ссылки Озарева низкие ухаживания его отца и тоска по супругу становятся невыносимой для Софи и она подобна другим жёнам декабристов едет вслед за супругом чтобы разделить его участь.
В этой части романа весьма красочно описывается русская дорога и быт и нравы провинциальных людей. После прибытия в Читу где тогда находились осужденные француженка знакомится с подругами по несчастью Трубецкой, Волконской, Анненковой….

### Личность Станислава Лепарского в романе
Особое место в романе занимает личность коменданта Нерчинских Рудников Станислава Лепарского. Он был назначен туда специально для курирования сосланных декабристов по личной инициативе Николая I.
Лепарский представлен как очень чуткий, душевный человек, сочувствующий декабристам и стремящейся облегчить их участь, что полностью соответствует исторической правде.
Был крестным отцом детей княгинь Волконской и Трубецкой. Настоял на снятии кандалов на время бракосочетания Полины Аненнковой с её женихом фамилию которого она получила после заключения с ним брака будучи этнической француженкой.